# چیسک

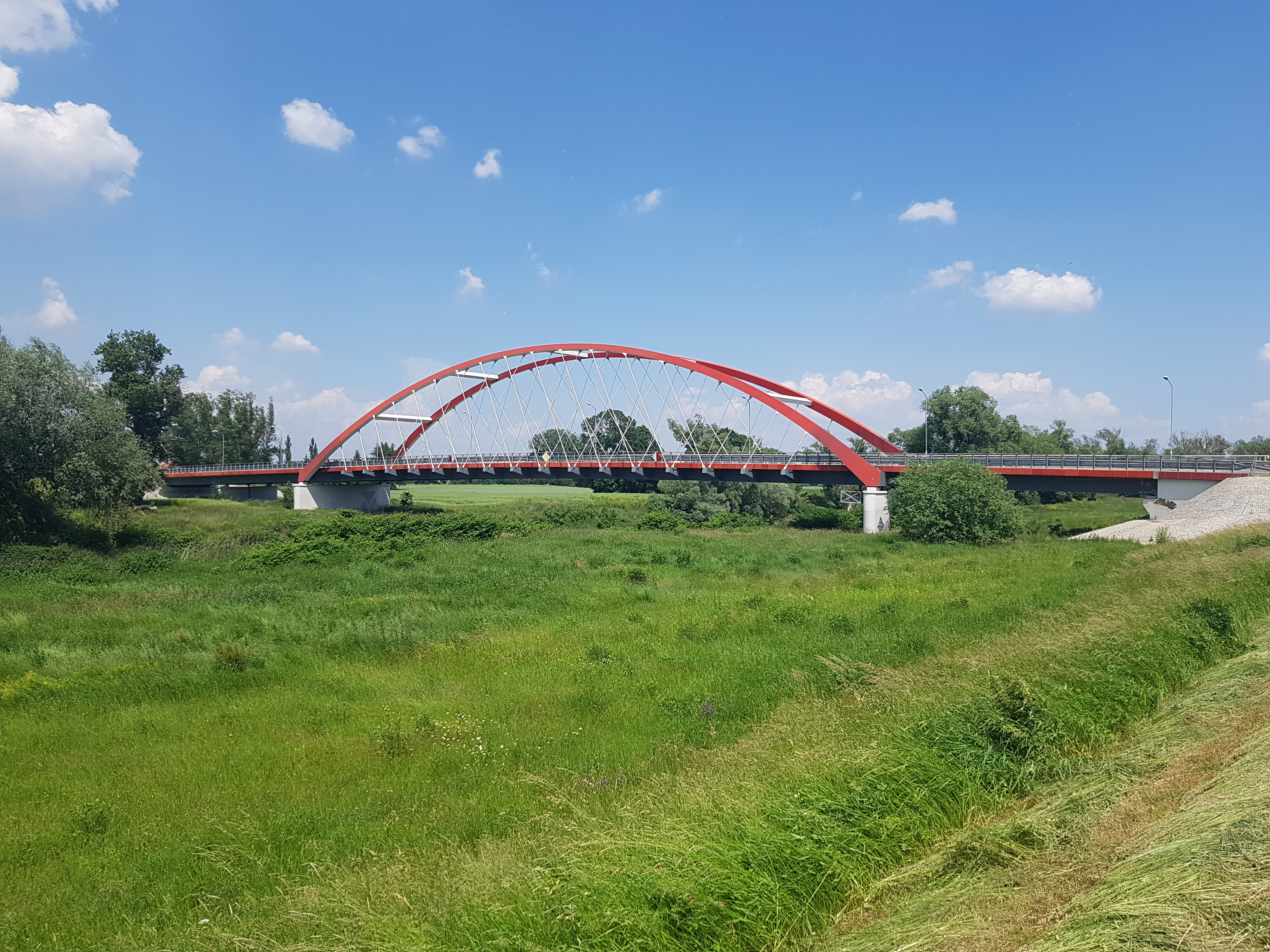
تصویر بخش کوچکی از روستا

چیسک (به لهستانی:  Cisek) یک روستا در لهستان است که در گمینا چیسک واقع شده‌است. چیسک ۱٬۴۸۵ نفر جمعیت دارد.